# Gavis Bettel
Gavis Bettel，是Holostars所属的一位英語虚拟主播，於2023年1月8日出道。

## 人物概述
Gavis Bettel 是Holostars EN冒險者公會（TEMPUS）的成員。外觀設定是一位小丑，角色設定是一位曾遠赴「是之國」學習表演技藝的小丑，目前在競技場上表演的他同時也在努力往全世界演出的路上邁進，對各種對手培養出的眼力與敏銳的審美意識不容小覷。
Gavis Bettel 的角色設計者為。直播內容以電子遊戲和雜談為主。

## 活動歷史
Gavis Bettel 於2023年1月8日，進行初配信，並在同日youtube頻道達成10萬訂閱。
2024年6月2日，公布3D模型並進行直播。同年11月20日宣布暫停活動，同年11月30日回歸。

## 參與活動

### 線下活動
- Anime Fest+ (2024年4月27日)[10]
- hololive Meet TAIPEI 2024 CWT67見面會(2024年8月10日)[11]

### 遊戲
- Doppelganger (2023年11月14日)[12]

## 音樂作品

### 個人
|      | 發布日期      | 樂曲名稱 | 數位媒體規格產品編號 | 備註   |
| ---- | ------------- | -------- | -------------------- | ------ |
| 單曲 |               |          |                      |        |
| 1    | 2024年8月22日 | Unlucky  | CVRD-463             | [ 13 ] |

### holostar English -TEMPUS-
|      | 發布日期      | 樂曲名稱    | 數位媒體規格產品編號 | 備註 |
| ---- | ------------- | ----------- | -------------------- | ---- |
| 單曲 |               |             |                      |      |
| 1    | 2023年1月9日  | Always Tied | CVRD-253             |      |
| 2    | 2023年9月12日 | Woven Fates | CVRD-327             |      |
| 3    | 2023年9月12日 | Dead World  | CVRD-328             |      |
| 4    | 2023年9月12日 | FLEX        | CVRD-329             |      |
| 5    | 2024年8月23日 | Unchained   | CVRD-464             |      |

## 外部連結
- Gavis Bettel在holostars的官方主頁 （日語）
- YouTube上的Gavis Bettel Ch. HOLOSTARS-EN頻道（英文）
- Gavis Bettel的X（前Twitter）